# Схиэлер, Аксель
Аксель Теодор Схиэлер (дат. Axel Theodor Schiøler; 11 декабря 1872, Гулдагер близ Эсбьерга — 28 сентября 1930, Скодсборг) — датский скрипач, композитор и дирижёр. Дядя пианиста Виктора Схиэлера.
Сын священника. В 1889—1892 гг. учился в Копенгагенской консерватории у Вальдемара Тофте, затем в Парижской консерватории у Анри Бертелье, одновременно играл в Оркестре Ламурё, а также в оркестре Эжена д’Аркура. В 1894 г. отправился совершенствовать своё мастерство в Берлин, где получил ряд консультаций Йозефа Иоахима.
С 1898 г. работал в Бергене как концертмейстер Бергенского музыкального общества, эпизодически исполнял также обязанности дирижёра. В 1903—1912 гг. дирижёр Копенгагенского народного театра. В 1906 г. выступил одним из основателей Филармонического общества — небольшого оркестра, призванного популяризовать в Дании зарубежную симфоническую музыку. В 1913 г. предпринял гастрольную поездку по Франции и Италии, однако с началом Первой мировой войны вернулся в Копенгаген, где и провёл оставшуюся часть жизни.
Автор двух симфоний, симфонической поэмы «Наполеон Бонапарт», оперы «Элоиза» (по С. Михаэлису, не поставлена), камерных произведений.
Жена (с 1899 г.) — писательница Анна Кох Схиэлер.